# Кинематика
Кинема́тика (от др.-греч. κίνημα — «движение», род. п. κινήματος) в физике — раздел механики, изучающий математическое описание (средствами геометрии, алгебры, математического анализа…) движения идеализированных тел (материальная точка, абсолютно твёрдое тело, идеальная жидкость), без рассмотрения причин движения (массы, сил и т. д.). Исходные понятия кинематики — пространство и время. Например, если тело движется по окружности, то кинематика предсказывает необходимость существования центростремительного ускорения без уточнения того, какую природу имеет сила, его порождающая. Причинами возникновения механического движения занимается другой раздел механики — динамика.
Различают классическую кинематику, в которой пространственные (длины отрезков) и временные (промежутки времени) характеристики движения считаются абсолютными, то есть не зависящими от выбора системы отсчёта, и релятивистскую. В последней длины отрезков и промежутки времени между двумя событиями могут изменяться при переходе от одной системы отсчёта к другой. Относительной становится также одновременность. В релятивистской механике вместо отдельных понятий пространство и время вводится понятие пространства-времени, в котором инвариантным относительно преобразований Лоренца является величина, называемая интервалом.

## История кинематики
Долгое время понятия о кинематике были основаны на работах Аристотеля, в которых утверждалось, что скорость падения пропорциональна весу тела, а движение в отсутствие сил невозможно. Только в конце XVI века этим вопросом подробно занялся Галилео Галилей. Изучая свободное падение (знаменитые опыты на Пизанской башне) и инерцию тел, он доказал неправильность идей Аристотеля. Итоги своей работы по данной теме он изложил в книге «Беседы и математические доказательства, касающиеся двух новых отраслей науки, относящихся к механике и местному движению».
Рождением современной кинематики можно считать выступление Пьера Вариньона перед Французской Академией наук 20 января 1700 года. Тогда впервые были даны понятия скорости и ускорения в дифференциальном виде.
В XVIII веке Ампер первый использовал вариационное исчисление в кинематике.
После создания СТО, показывающей, что время и пространство не абсолютны и скорость имеет принципиальное ограничение, кинематика вошла в новый этап развития в рамках релятивистской механики (см. Релятивистская кинематика).

## Основные понятия кинематики
- Механическое движение — изменение положения тела в пространстве относительно других тел с течением времени. При этом тела взаимодействуют по законам механики.
- Система отсчёта — сопоставленная с континуумом реальных или воображаемых тел отсчёта система координат и прибор(ы) для измерения времени (часы). Используется для описания движения.
- Координаты — способ определения положения точки или тела с помощью чисел или других символов.
- Радиус-вектор используется для задания положения точки в пространстве относительно некоторой заранее фиксированной точки, называемой началом координат.
- Траектория — непрерывная линия, которую описывает точка при своём движении.
- Скорость — векторная величина, характеризующая быстроту перемещения и направление движения материальной точки в пространстве относительно выбранной системы отсчёта.
- Ускорение — векторная величина, показывающая, насколько изменяется вектор скорости точки (тела) при её движении за единицу времени.
- Угловая скорость — векторная величина, характеризующая скорость вращения тела.
- Угловое ускорение — величина, характеризующая быстроту изменения угловой скорости.

## Задачи кинематики
Главной задачей кинематики является математическое (уравнениями, графиками, таблицами и т. п.) определение положения и характеристик движения точек или тел во времени. Любое движение рассматривается в определённой системе отсчёта. Также кинематика занимается изучением составных движений (движений в двух взаимно перемещающихся системах отсчёта).
Положение точки (или тела) относительно заданной системы отсчёта определяется некоторым количеством взаимно независимых функций координат:
{\displaystyle p_{1}=f_{1}(t)}
{\displaystyle p_{2}=f_{2}(t)}
{\displaystyle \vdots }
{\displaystyle p_{\mathrm {n} }=f_{\mathrm {n} }(t)},
где {\displaystyle n} определяется количеством степеней свободы. Так как точка не может быть в нескольких местах одновременно, все функции {\displaystyle f_{i}(t)} должны быть однозначными. Также в классической механике выдвигается требование их дифференцируемости на промежутках. Производные этих функций определяют скорость тела.
Скорость движения определяется как производная координат по времени:
{\displaystyle v_{1}={\frac {dp_{1}(t)}{dt}}}
{\displaystyle v_{2}={\frac {dp_{2}(t)}{dt}}}
{\displaystyle \vdots }
{\displaystyle v_{n}={\frac {dp_{n}(t)}{dt}}}
{\displaystyle {\vec {v}}=v_{1}{\vec {\tau }}_{1}+v_{2}{\vec {\tau }}_{2}+....+v_{n}{\vec {\tau }}_{n}},
где {\displaystyle {\vec {\tau }}_{i}} — единичные векторы, направленные вдоль соответствующих координат.
Ускорение определяется как производная скорости по времени:
{\displaystyle {\vec {a}}={d{{\vec {v}}(t)} \over dt}}
Следовательно, характер движения можно определить, зная зависимость скорости и ускорения от времени. А если кроме этого известны ещё и значения скорости/координат в определённый момент времени, то движение полностью задано.

## Деление кинематики по типам объекта исследования
В зависимости от свойств изучаемого объекта, кинематика делится на кинематику точки, кинематику твёрдого тела, кинематику деформируемого тела, кинематику газа, кинематику жидкости и т. д.

### Кинематика точки
Основная статья: Кинематика точки
Кинематика точки изучает движение материальных точек — тел, размерами которых можно пренебречь по сравнению с характерными размерами изучаемого явления. Поэтому в кинематике точки скорость, ускорение, координаты всех точек тела считаются равными.
Частные случаи движения в кинематике точки:
- Если ускорение равно нулю, движение прямолинейное (траектория представляет собой прямую) и равномерное (скорость постоянна).

{\displaystyle {\vec {a}}=0}
{\displaystyle {\vec {v}}=\mathrm {c} onst}
{\displaystyle p_{1}(t)=p_{1}(0)+v_{1}t}
{\displaystyle p_{2}(t)=p_{2}(0)+v_{2}t}
{\displaystyle \dots }
{\displaystyle p_{n}(t)=p_{n}(0)+v_{n}t}
{\displaystyle s=\mid {\vec {v}}\mid (t_{1}-t_{2})},
где {\displaystyle s} — длина пути траектории за промежуток времени от {\displaystyle t_{2}} до {\displaystyle t_{1}}, {\displaystyle v_{1},v_{2},\dots ,v_{n}} — проекции {\displaystyle {\vec {v}}} на соответствующие оси координат.
- Если ускорение постоянно и лежит в одной прямой со скоростью, движение прямолинейное, равнопеременное (равноускоренное, если ускорение и скорость направлены в одном направлении; равнозамедленное — если в разные).

{\displaystyle {\vec {a}}=\mathrm {c} onst}
{\displaystyle {\vec {v}}(t)={\vec {v}}(0)+{\vec {a}}t}
{\displaystyle p_{1}(t)=p_{1}(0)+v_{1}(0)t+{\frac {a_{1}t^{2}}{2}}}
{\displaystyle p_{2}(t)=p_{2}(0)+v_{2}(0)t+{\frac {a_{2}t^{2}}{2}}}
{\displaystyle \dots }
{\displaystyle p_{n}(t)=p_{n}(0)+v_{n}(0)t+{\frac {a_{n}t^{2}}{2}}}
{\displaystyle s=\int \limits _{t_{1}}^{t_{2}}\mid {\vec {v}}(t)\mid dt},
где {\displaystyle s} — длина пути траектории за промежуток времени от {\displaystyle t_{2}} до {\displaystyle t_{1}}, {\displaystyle v_{1},v_{2},\dots ,v_{n}} — проекции {\displaystyle {\vec {v}}} на соответствующие оси координат, {\displaystyle a_{1},a_{2},\dots ,a_{n}} — проекции {\displaystyle {\vec {a}}} на соответствующие оси координат.
- Если ускорение постоянно и перпендикулярно скорости, движение происходит по окружности — вращательное движение.

{\displaystyle {\vec {a}}\perp {\vec {v}}}
{\displaystyle \mid {\vec {a}}\mid ={\frac {{\mid {\vec {v}}\mid }^{2}}{R}}}
{\displaystyle s=\mid {\vec {v}}\mid (t_{1}-t_{2})},
где {\displaystyle R} — радиус окружности, по которой движется тело.
Если выбрать систему декартовых координат xyz так, чтобы центр координат был в центре окружности, по которой движется точка, оси y и x лежали в плоскости этой окружности, так чтобы движение осуществлялось против часовой стрелки, то значения координат можно вычислить по формулам:
{\displaystyle y=R\sin {\Bigg (}{\frac {\mid {\vec {v}}\mid }{R}}t+\arcsin {\Big (}{\frac {y(0)}{R}}{\Big )}{\Bigg )}}
{\displaystyle x=R\cos {\Bigg (}{\frac {\mid {\vec {v}}\mid }{R}}t+\arccos {\Big (}{\frac {x(0)}{R}}{\Big )}{\Bigg )}}
{\displaystyle z=0}
Для перехода в другие системы координат используются преобразования Галилея для скоростей намного меньших скорости света, и преобразования Лоренца для скоростей, сравнимых со скоростью света.
- Если ускорение постоянно и не лежит на одной прямой с начальной скоростью, движение параболическое.

{\displaystyle {\vec {a}}=\mathrm {c} onst}
{\displaystyle {\vec {v}}(t)={\vec {v}}(0)+{\vec {a}}t}
{\displaystyle s=\int \limits _{t_{1}}^{t_{2}}\mid {\vec {v}}(t)\mid dt}
Если выбрать систему декартовых координат xyz так, чтобы ускорение и начальная скорость лежали в плоскости xy и ускорение было сонаправленно с осью y, то значения координат можно вычислить по формулам:
{\displaystyle y(t)=y(0)+v_{y}(0)t+{\frac {\mid {\vec {a}}\mid t^{2}}{2}}}
{\displaystyle x(t)=x(0)+v_{x}(0)t}
{\displaystyle z=0},
где {\displaystyle v_{y}} и {\displaystyle v_{x}} — проекции {\displaystyle {\vec {v}}} на соответствующие оси.
Для перехода в другие системы координат используются преобразования Галилея для скоростей намного меньших скорости света, и преобразования Лоренца для скоростей, сравнимых со скоростью света.
- Если тело выполняет разные движения в разных направлениях, то эти движения могут рассчитываться отдельно и складываться по принципу суперпозиции. Например, если в одной плоскости тело совершает вращательное движение, а по оси, перпендикулярной этой плоскости — равномерное поступательное, то вид движения — винтовая линия с постоянным шагом.

- В общем виде скорость, ускорение и координаты вычисляются по общим формулам (см. задачи кинематики), путь вычисляется по формуле:

{\displaystyle s=\int \limits _{t_{1}}^{t_{2}}\mid {\vec {v}}(t)\mid dt}

### Кинематика твёрдого тела
Кинематика твёрдого тела изучает движение абсолютно твёрдых тел (тел, расстояние между двумя любыми точками которого не может изменяться).
Так как любое тело ненулевого объёма имеет бесконечное число точек, и соответственно бесконечное число фиксированных связей между ними, тело имеет 6 степеней свободы и его положение в пространстве определяется шестью координатами (если нет дополнительных условий).
Связь скорости двух точек твердого тела выражается через формулу Эйлера:
{\displaystyle {\vec {v}}_{B}={\vec {v}}_{A}+{\vec {\omega }}\times {\vec {AB}}},
где {\displaystyle {\vec {\omega }}} — вектор угловой скорости тела.

### Кинематика деформируемого тела, Кинематика жидкости
Основные статьи: Кинематика деформируемого тела, Кинематика жидкости
Кинематика деформируемого тела и кинематика жидкости относятся к кинематике непрерывной среды.

### Кинематика газа
Кинематика газа изучает деление газа на скопления при движении и описывает движение этих скоплений. В рамках кинематики газа описываются не только основные параметры движения, но и типы движения газа.